# Molnár Miklós (operatőr)
Molnár Miklós (Dunavecse, 1938. február 23. – Budapest, 2016. november 27.) Balázs Béla-díjas (1999) operatőr, fotóművész, egyetemi tanár. A Színház- és Filmművészeti Főiskola operatőr szakán óraadó tanár.

## Életpályája
Szülei: Molnár Lajos református lelkész és Németh Erzsébet voltak. 1952–1956 között a kunszentmiklósi Damjanich Gimnáziumban tanult. 1956–1957 között szülővárosában volt fényképész tanuló. 1957–1961 között a Színház- és Filmművészeti Főiskola filmoperatőr szakos hallgatója volt Illés György osztályában. 1961-től operatőr a Magyar Televízióban. 1961–1964 között az MTV Híradó munkatársa volt. 1964–1996 között a Koordinációs Főosztály vezető operatőre volt. 1991–2006 között a Szent István Egyetem kommunikáció szak tanára volt, 2005-től címzetes egyetemi tanár. 1996–2003 között a Magyar Televízió külső munkatársa volt.
Vezető operatőre volt számos vetélkedőnek, ismeretterjesztő sorozatnak, zenés műsornak, kb. 50 tévéjátéknak, tv-filmnek, kb. 100 dokumentumfilmnek. Új video- és filmtrükkeljárásokat dolgozott ki. 1984-ben új fotótrükköt dolgozott ki, az RM-eljárást.

## Filmjei
- Anna Frank naplója
- Örökségünk
- Összeállítás Vécsey Ernő dalaiból
- Ördögszekér (1964)
- Tudni illik, hogy mi illik… (1965)
- Délután 5-kor (1965)
- Szerencsés flótás (1966)
- Kakuk Marci szerencséje (1966)
- Plusz egy fő (1968)
- Szende szélhámosok (1968)
- Házassági évforduló (1970)
- Húszezer mérföld szárazon és vízen (1970)
- Jövőbeli históriák (1970)
- Az ajtó (1971)
- A csodadoktor (1972)
- Breuer Marcell (1972)
- Szent-Györgyi Albert (1973)
- A látás hatalma (1973)
- Krémes (1974)
- Ida (1974)
- A medikus (1974)
- Sosem lehet tudni (1974)
- Uraim, beszéljenek! (1974)
- Zenés TV Színház (1974-1986)
  - Mikádó (1974)
  - Sakk-matt (1977)
  - Boccaccio (1978)
  - Pomádé király új ruhája (1979)
  - Ő meg ő (1979)
  - Sybill (1980)
  - Az operapróba (1982)
  - Mirandolina (1984)
  - Lola Blau (1984)
  - Egy szerelem három éjszakája (1986)
- Ez fantasztikus! (1976)
- Századunk (1981)
- Egymilliárd évvel a világ vége előtt (1983)
- Éjféli látogatók (1983)
- Reggelire legjobb a puliszka (1983)
- Buci királyfi megpróbáltatik (1985)
- Zojka szalonja (1986)
- Micike és az Angyalok (1987)
- A komáromi fiú (1988)
- Hétpróbások (1988)
- A cár őrültje (1989)
- Játékosok (1990)
- Szakíts helyettem (1991)
- Nem válok el! (1991)
- Hölgyek és urak (1991)
- Szatírvadászat a Tölgyfaligetben (1992)
- A körtvélyesi csíny (1994)
- Három kislány ül a padon (1995)
- Nóta TV (1995)
- Pótvizsga (1996)
- Londonban, hej... - Bob herceg (1997)
- Egy naiv ember bársonyszékben (2005)

## Könyvillusztrációi
- Gyalogszerrel Nagy-Britanniában (1980)
- Végjáték a Duna mentén (1982)
- Mengele doktor nyomában (1987)

## Művei
- 1995: Videovarázs
- 2001: Beszélő fotográfiák
- 2005: Rendkívüli emberek (fotóalbum)
- 2015: Filmszakadás (regény)
- 2016: Végső forgatás (regény)

## Rádiójátékai
- Az Alfa-4 bolygója (1970)

## Díjai
- Operatőri díj (1963)
- MTV életműdíj (1997)
- Balázs Béla-díj (1999)